# Luhe (Nanjing)
Der Stadtbezirk Luhe (chinesisch 六合区, Pinyin Lùhé Qū) ist ein Stadtbezirk der chinesischen Unterprovinzstadt Nanjing in der Provinz Jiangsu. Er hat eine Fläche von 1.467 km² und zählt 915.625 Einwohner (Stand: Zensus 2010).
Im Stadtbezirk liegt der Staatliche Geopark Luhe (fälschlich auch Liuhe National Geopark).

## Administrative Gliederung
Auf Gemeindeebene setzt sich der Stadtbezirk aus sieben Straßenvierteln und zwölf Großgemeinden zusammen. 